# Список баронских родов Российской империи
Спи́сок баронских родо́в Росси́йской импе́рии.

В список включены:
- роды, возведённые российской властью в баронское достоинство, и сопричисленные к ним иностранные баронские роды;
- остзейские (прибалтийские) баронские роды, признанные в этом достоинстве в России;
- иностранные баронские роды, принявшие российское подданство;
- российские роды, получившие баронское достоинство иностранных государств;

В списках титулованных родов среди прочих баронских родов значился и единственный русский баронет Виллие, хотя титул баронета считается ниже баронского.
После 1917 года одна из ветвей Дома Романовых продолжила практику пожалования баронских титулов. Эти пожалования в список пожалования не включены и отражены в статье Пожалования титулов и орденов Российской империи после 1917 года.
В список также не включены некоторые фамилии, упоминаемые в неофициальных генеалогических изданиях в числе баронских родов Российской Империи, но для которых нет сведений, что они были признаны в баронском достоинстве в Российской Империи или получили право на пользование баронским титулом в Российской Империи, в частности:
1. Бароны фон Герсдорф (Лифляндия)[3]
2. Бароны Ерта (von Erdt) (Бавария)[4]
3. Бароны фон Малама (Австрия)[5]
4. Бароны Плотто[6]
5. Бароны фон Руммель (Курляндия)[7]
6. Бароны фон Устинов (Вюртемберг)[8]
7. Бароны фон Фрейман (Лифляндия)[9]
8. Бароны фон Шелькинг (Курляндия)[10][11]
9. Бароны Шмидт[12]

## Алфавитный список баронских родов
| # А Б В Г Д Е Ё Ж З И К Л М Н О П Р С Т У Ф Х Ц Ч Ш Щ Э Ю Я |

## Список сокращений
- Австр. — Австрийская империя
- ВКФ — Великое Княжество Финляндское
- ГД — Гессен-Дармштадт
- КГЛ — Королевство Галиция и Лодомерия
- Нидер. — Нидерланды
- ПБ — внесённые в матрикулы дворянства прибалтийских губерний Российской Империи[13]
- Порт. — Португалия
- Прус. — Пруссия
- Рейсс — Рёйсс (старшей линии)
- РИ — Российская Империя
- Сард. — Сардиния
- СКГ — Саксен-Кобург и Гота
- СРИ — Священная Римская Империя
- Швед. — Швеция
- ШФ — баронские роды ВКФ, пожалованные Королями Шведскими[14]

## Фамилии баронские

### А
1. Бароны Аккурти фон Кенигсфельс (Австр.)
2. Бароны фон Альфтан (ВКФ)
3. Бароны Аминовы (ШФ и ВКФ)
4. Бароны Аракчеевы (РИ)
5. Бароны Армфельт (ШФ)
6. Бароны фон Арпсгофен (Арпс фон Арпсгофен) (Arps v. Arpshofen) (СРИ)
7. Бароны фон Аш (СРИ)
8. Бароны фон Ашеберг (Ашенберг) и Ашеберг-Кеттлер (Ascheberg) (ПБ)

### Б
1. Бароны Багге аф Боо (Bagge af Boo) (ПБ)
2. Бароны фон Беллингсгаузены (Bellingshausen) (Швед.)
3. Бароны фон цум Берге (Zum Berge) (ПБ)
4. Бароны Бергенгейм (ВКФ)
5. Бароны фон Бильдерлинг (Bilderling) (ПБ)
6. Бароны фон Бистрам (фон Бистром) (Bistram) (ПБ)
7. Бароны фон Бломберг (Blomberg) (СРИ)
8. Бароны Боде (2 ветви) (РИ) и Боде-Колычёвы (РИ)
9. Бароны Бойе (Бойе аф Геннес) (ШФ)
10. Бароны фон Большвинг (Bolschwing) (ПБ)
11. Бароны фон Бонсдорф (ВКФ)
12. Бароны Борель-Паленцские (Паленса-Борель) (Порт.)
13. Бароны фон Борн (ВКФ)
14. Бароны фон ден Бринкены (Brincken) (ПБ)
15. Бароны Брун (ВКФ)
16. Бароны фон Бруннов (Брунов) (Brunnow) (ПБ)
17. Бароны фон дер Брюгген (ПБ)
18. Бароны фон Брюнинг (Bruiningk) (СРИ)
19. Бароны фон Будберг и фон Беннинсгаузен-Будберг (Budberg-Bönningshausen) (Швед.) и (ПБ)
20. Бароны фон Буксгевден (Buxhoeveden) (ПБ)
21. Бароны фон Бутлар (Buttlar) (ПБ)
22. Бароны фон Бухгольцы (Buchholtz) (ПБ)
23. Бароны фон Бэр (Бэр фон Гутхорн) (Baer v. Huthorn) (ПБ)
24. Бароны (фон) Бюлеры (СРИ)

### В
1. Бароны Валлен (ВКФ)
2. Бароны Васильевы (РИ)
3. Бароны Вейсман фон Вейсенштейн (РИ)
4. Бароны Вельо (РИ)
5. Бароны (фон) Верман (СКГ)
6. Бароны фон Ветберг (ПБ)
7. Бароны фон Виллебранд, три рода (I — ШФ; II и III — ВКФ)
8. Бароны (фон) Винекен (Австр.)
9. Бароны фон Вольф (СРИ)
10. Бароны фон Врангель 
(из домов Эллистфер и Луденгоф; Аддиналь и Лагена; Итфер и Толькс; все — Швед.)
11. Бароны Вревские (Австр.; подтв. воспитанникам — Австр. / РИ)
12. Бароны Вреде (Вреде ав Элиме) (ШФ и Швед.)
13. Бароны Вышинские (КГЛ)

### Г
1. Бароны фон Гаарен (Haaren) (ПБ)
2. Бароны фон Ган (Hahn) (ПБ)
3. Бароны фон Гартман (ВКФ)
4. Бароны фон Гауф (ГД и ВКФ)
5. Бароны фон Гейкинг (Heyking) (ПБ)
6. Бароны фон Геккерен (Нидер.)
7. Бароны фон Гелленс (ВКФ)
8. Бароны фон Гершау и Гершау-Флотовы (Gerschau) (Рейсс / РИ)
9. Бароны Гизингер и Гизингер-Ягершельд (ВКФ)
10. Бароны Гильденстольпе (ВКФ)
11. Бароны Гинцбург (2 ветви) (ГД)
12. Бароны Гиэрне (ВКФ)
13. Бароны Гиэрта (ШФ)
14. Бароны Гоггер (д'Оггер) (Hogguer) (Швед.)
15. Бароны фон Гогенастеберг-Вигант (ПБ)
16. Бароны фон Гойнинген-Гюне (Hoyningen gen. Huene) (ПБ)
17. Бароны фон Гольстинггаузен-Гольстен (Holstinghausen gen. Holsten) (ПБ)
18. Бароны фон Гольтей (Holtey) (ПБ)
19. Бароны Горох (СРИ)
20. Бароны (фон) Гревениц (Мекленбург-Шверин)
21. Бароны Грипенберг (ВКФ)
22. Бароны фон Гротус (фон Гротгус) (Grotthuss) (ПБ)
23. Баронесса фон Гюне-Минквиц (РИ)

### Д
1. Бароны фон Дальвигк-Шауенбург-Лихтенфельс (ГД)
2. Бароны Дальгейм (СРИ)
3. Бароны де-ла-Шапелль (ВКФ)
4. Бароны Деллинсгаузен (СРИ)
5. Бароны фон Дельвиг (Dellwig) (ПБ)
6. Бароны Демезон (Desmaisons) (Сард.)
7. Бароны фон Дершау (Derschau) (ПБ)
8. Бароны Димсдаль (2 ветви) (РИ)
9. Бароны фон Дистерло (ПБ)
10. Бароны Дольст (СРИ)
11. Бароны фон Дортезен (Dorthesen) (ПБ)
12. Бароны фон Драхенфельс (Drachenfels) (ПБ)
13. Бароны дю-Буа-де-Роман и дю-Буа-де-Роман-Кайсаровы (Франция/РИ)

### Ж
1. Бароны Жирар-де-Сукантон (РИ)
2. Бароны Жомини (Франция/РИ)

### З
1. Бароны фон Зальца (Saltza) (Швед.)
2. Бароны фон Засс (Saß) (ПБ)
3. Бароны Захерт (РИ)
4. Бароны Зедделеры (СРИ)
5. Бароны фон Зеефельд (Seefeld) (ПБ)

### И
1. Бароны фон Икскуль (Uexküll) (ПБ)
2. Бароны Икскуль-Гильденбандты (Uexküll v. Güldenband) (Швед.)
3. Бароны Индрениус и Индрениус-Залевские (ВКФ)
4. Бароны Ирьйо-Коскинен (ВКФ)

### К
1. Бароны Кампенгаузен (Campenhausen) (Швед.)
2. Бароны Карпеланы (ШФ)
3. Бароны Каульбарс (Kaulbars) (Швед.)
4. Бароны фон Кейзерлинг (Keyserling(k)) (ПБ)
5. Бароны Келлес-Крауз (Польша)
6. Бароны фон Кеттлер (Kettler) (ПБ)
7. Бароны (фон) Кёне (Рейсс)
8. Бароны Кистер (Ангальт-Кётен)
9. Бароны фон Клебек (Klebeck) (СРИ)
10. Бароны Клейбер (СКГ)
11. Бароны фон Клейст (Клейст-Кейзерлинг) (Kleist (-Keyserlingk)) (ПБ)
12. Баронесса Клементова (РИ)[15]
13. Бароны аф Клеркер (ШФ)
14. Бароны Клинковстрем (ШФ)
15. Бароны Клодт фон Юргенсбург (Clodt v. Jürgensburg) (Швед.)
16. Бароны фон Клопман (Klopmann) (ПБ)
17. Бароны фон Клюхтцнер (Klüchtzner) (ПБ)
18. Бароны фон Кнабенау(Knabenau) (Польша)
19. Бароны Кноп (РИ)
20. Бароны фон Кнорринг (Knorring) (ШФ)
21. Бароны Колокольцовы (РИ)
22. Бароны Констонс (РИ)
23. Бароны фон Корфы (Фон Шмизинг-Корф) (Korff, Schmysingk gen. Korff) (ПБ)
24. Бароны Косинские (Франция)
25. Бароны фон Коскуль (Koskull) (Швед. и ПБ)
26. Бароны фон Котен (ШФ)
27. Бароны Крамер (СКГ)
28. Бароны Кроненберги (РИ)
29. Бароны Кронстедт (два рода; оба — ВКФ)
30. Бароны фон Крюденер (Криденер) и Крюденер-Струве (ПБ/РИ)
31. Бароны Кусовы (РИ)
32. Бароны Кутайсовы (РИ)

### Л
1. Бароны Лангеншельд (ВКФ)
2. Бароны Лангхоф (ВКФ)
3. Бароны фон Лаудон (фон Лоудон) (СРИ)
4. Бароны фон Лёвенвольде (Löwenwolde) (ПБ)
5. Бароны (фон) Лессер (Саксен-Мейнинген)
6. Бароны Либекер (ШФ)
7. Бароны фон Ливен (ПБ)
8. Бароны Линдер-аф-Сварто (ВКФ)
9. Бароны фон Людингаузен-Вольфы (Ludingshausen gen. Wolff) (ПБ)

### М
1. Бароны фон Майдель (Maydel) (ПБ)
2. Бароны фон Мальтиц (Maltitz) (ПБ)
3. Бароны Маннергейм (ШФ)
4. Бароны фон Мантейфель-Цеге (ПБ)
5. Бароны Мас (Прус.)
6. Бароны фон Медем (ПБ)
7. Бароны фон Меершейд-Гиллессем (Meerscheidt-Hüllessem) (ПБ)
8. Бароны Мейендорфы (Meyendorff) (Швед.)
9. Бароны Меллер-Закомельские (РИ)
10. Бароны Меллин (ШФ)
11. Бароны фон Менгден (Mengden) (Швед.)
12. Бароны Менд (Mend) (Рейсс)
13. Бароны Местмахер и Местмахер-Будде (Будде-Местмахеры) (РИ)
14. Бароны Миллер фон Рефенштейн (Прусс.)
15. Бароны фон Мирбах (Mirbach) (ПБ)
16. Бароны Моландер (ВКФ)
17. Бароны Моренгейм (Австр.)
18. Бароны Мунк (ШФ)

### Н
1. Бароны фон Неттельгорст (Nettelhorst) (ПБ)
2. Бароны Николаи (СРИ и ВКФ)
3. Бароны фон Нольде (Маренгольц-Нольде; (Marenholtz)-Nolde) и Нольде-Старченко (Nolde-Startschenko) (ПБ/РИ)
4. Бароны фон Нолькен и Рейтерн-Нолькен (ШФ/Швед.)
5. Бароны Норденстам (ВКФ)

### О
1. Бароны фон Оргис-Рутенберг (Orgies gen. Rutenberg) (ПБ)
2. Бароны фон Остен-Дризен (ПБ)
3. Бароны фон дер Остен-Сакен и Остен-Сакен-Теттенборн (ПБ/РИ)
4. Бароны Остерманы (РИ)
5. Бароны фон Оффенберг (Offenberg) (ПБ)

### П
1. Бароны фон дер Палены (Pahlen) (Швед.)
2. Бароны Пальмен (ВКФ)
3. Бароны Пасхины (Австр.)
4. Бароны Пиллар фон Пильхау (Pilar v. Pilchau) (ПБ)
5. Бароны Поспеловы (РИ)
6. Бароны Притвиц (Прус.)
7. Бароны Пушет де Пюже (Польша)

### Р
1. Бароны фон Раден (Rahden) (ПБ)
2. Бароны Раль (РИ)
3. Бароны Рамзай (ВКФ)
4. Бароны Раставецкие (КГЛ)
5. Бароны Рауш фон Траубенберг (Rausch v. Traubenberg) (СРИ)
6. Бароны Ребиндеры (ШФ)
7. Бароны Рейские-Дубениц (СРИ)
8. Бароны фон дер Рекке (Recke) (ПБ)
9. Бароны фон Рённе (Roenne) (ПБ и Прус.)
10. Бароны фон Рихтеры (Richter) (ПБ)
11. Бароны Роговиковы (РИ)
12. Бароны Розен (из дома Вейнъервен и Кардина) (роз белых) (Rosen a.d.H.Weinjerwen) (СРИ)
13. Бароны Розен (из домов Гросс и Клейн-Рооп, Гохрозен и Шенагерн) (роз красных) (Rosen a.d.H. Roop) (СРИ)
14. Бароны фон Розенберг (Rosenberg) (ПБ)
15. Бароны Розенкампф (ВКФ)
16. Бароны Рокасовские (ВКФ)
17. Бароны фон дер Ропп (ПБ)
18. Бароны Роткирх (ВКФ)
19. Бароны Рутерфурд (РИ)

### С
1. Бароны Саклеен (ВКФ)
2. Бароны Сердобины (СРИ)
3. Бароны фон Сиверсы (Sievers) (СРИ)
4. Бароны Сильвергельм (ШФ)
5. Бароны фон Симолин (Польша)
6. Бароны де Смет (РИ)
7. Бароны Соловьёвы (РИ)
8. Бароны Спренгтпортен (РИ)
9. Бароны фон Стааль (Швед.)
10. Бароны Стакельберг (фон Штакельберги) (Швед. и ШФ)
11. Бароны Сталь фон Гольштейн (Stael v. Holstein) (ПБ)
12. Бароны Стандершельд и Стандершельд-Норденстам (ВКФ)
13. Бароны Строгоновы (РИ)
14. Бароны Стуарт (Швед.)
15. Бароны Сутерланд (РИ)
16. Бароны ван Сухтелен (ВКФ)

### Т
1. Бароны Тандефельдт (два рода; оба — ВКФ)
2. Бароны фон Таубе (Taube; три рода — Польша, СРИ и Швед.)
3. Бароны Тизенгаузен (Tiesenhausen) (ПБ)
4. Бароны Типольт (СРИ)
5. Бароны Толь (затем графы) (Австр.)
6. Бароны Толь (ПБ)
7. Бароны фон Торнау (Tornauw, Tornow) (ПБ)
8. Бароны фон Тройль (ВКФ)
9. Бароны Тросков (Австр.)

### У
1. Бароны Унгерн-Штернберг (Ungern-Sternberg) (СРИ)

### Ф
1. Бароны фон Фейлицер-Франк (Пфейлицер-Франк) (Pfeilitzer gen. Franck) (ПБ)
2. Бароны Фелейзен (РИ)
3. Бароны фон Ферзен (Fersen) (Швед.)
4. Бароны Фёлькерзам (Fölkersahm) (ПБ)
5. Бароны фон Фиркс (Fircks) (ПБ)
6. Бароны фон Фитингоф, Фитингоф-Шель и Фитингоф фон Риш (Vietinghoff (gen.Scheel)) (ПБ и РИ)
7. Бароны Флеминги (Флеминг ав Либелитц) (ШФ)
8. Бароны Флорио (+) (Сард.)
9. Бароны аф Форселес (ВКФ)
10. Бароны Фредерикс и Фредерикс-Маразли (РИ и ВКФ)
11. Бароны фон Фрейтаг-Лорингофен (Фрейтаг фон Лорингофен) (Freytag(h)-Loringhov(ff)en) (ПБ)
12. Бароны Френкели (РИ)
13. Бароны Фризендорф (СРИ и ШФ)
14. Бароны фон Функ (Funck) (ПБ)

### Х
1. Бароны фон дер Ховен (Howen) (ПБ)

### Ц
1. Бароны Цеге фон Мантейфель (Zoege v. Manteuffel) (Швед.)
2. Бароны Цедеркрейц (ШФ)
3. Бароны Цедерстрем (ШФ)
4. Бароны Цеймерн (Цеймерн-Линденшерна) (Ceumern-Lindenstjerna) (ПБ)

### Ч
1. Бароны Черкасовы (РИ)
2. Бароны Четихины (РИ)

### Ш
1. Бароны Шафировы (РИ)
2. Бароны фон Шеппинг (den Hamme gen. Schoeppingk) (ПБ)
3. Бароны Шернваль (ВКФ)
4. Бароны Шернваль-Валлен (ВКФ)
5. Бароны Шернкранц (ШФ)
6. Бароны фон Шиллинг (Schilling) (ПБ)
7. Бароны фон Шлиппенбах (Schlippenbach) (ПБ)
8. Бароны Шодуар (Бавария)
9. Бароны фон Штакельберги (Stackelberg) (Швед. и ПБ)
10. Бароны Штамбкен (РИ)
11. Бароны Штейгеры (Прус.)
12. Бароны фон Штейнгель (Steinheil) (СРИ)
13. Бароны фон Штемпель (Stempel) (ПБ)
14. Бароны Штиглицы (РИ)
15. Бароны фон Штремфельт (Швед.)
16. Бароны фон Штромберг (Stromberg) (ПБ)
17. Бароны аф Шультен (ВКФ)
18. Бароны Шульц фон Ашераден (Швед.)
19. Барон фон Швахгейм

### Э
1. Бароны фон Эльсен (Oelsen) (ПБ)
2. Бароны фон Энгельгардты (Engelhardt) (ПБ)

## Роды, возведённые в баронское Российской Империи достоинство (в порядке пожалования на 1917 г.)

### В царствованиеПетра I
| Дата            | Фамилия              | Кто жалован                                                  | Примечания |
| --------------- | -------------------- | ------------------------------------------------------------ | --- |
| 30 мая 1710     | Шафиров              | Пётр Павлович Шафиров (1669—1739)                            | Первый род, возведённый в баронское достоинство российскими монархами. Лишён титула 15 февраля 1723; титул возвращён в феврале 1726 года. Род угас во 2-й половине XVIII века (по другим данным, не ранее 1820 года).                                                     |
| 30 августа 1721 | Остерман (Ostermann) | Андрей Иванович (Генрих-Иоганн-Фридрих) Остерман (1686—1747) | 28 апреля 1730 получил графский титул. 14 января 1742 лишён титулов, которые были возвращены его детям в 1762 году. Род угас 18 апреля 1811 года со смертью младшего сына родоначальника. Графский титул передан роду Толстых, а затем 21 мая 1863 роду князей Голицыных. |
| 6 марта 1722    | Строганов (I)        | Именитый человек Александр Григорьевич Строганов (1698—1754) | Угас с его смертью 17 ноября 1754 (в женском поколении 29 октября 1823). |
| 6 марта 1722    | Строганов (II)       | Именитый человек Николай Григорьевич Строганов (1700—1758)   | Брат предыдущего (одновременно с ним). 22 августа 1826 получили графский титул. Угас 18 апреля 1923 года (в женском поколении 12 июля 1944). |
| 6 марта 1722    | Строганов (III)      | Именитый человек Сергей Григорьевич Строганов (1707—1756)    | Брат предыдущего (одновременно с ним). 21 апреля 1798 предпоследний представитель рода получил графский титул. Род угас 10 июня (10 августа?) 1817 (в женском поколении 12 февраля 1882).                                                                                 |

### В царствованиеЕкатерины I
| Дата                 | Фамилия                                | Кто жалован                                  | Примечания |
| -------------------- | -------------------------------------- | -------------------------------------------- | --- |
| 21 мая 1725          | Клементова                             | Евдокия Ильинична Клементова (1680—1755)     | Угас в XVIII веке. |
| 23 ноября 1726       | фон Штамбкен (Стамбкен) (von Stambken) | Андреас-Эрн(е)ст фон Штамбкен (1670—1739)    | Угас в XVIII веке. |
| 26 (24?) ноября 1726 | Четихин                                | Лука Четихин                                 | |
| 1 января 1727        | Соловьёв (I)                           | Дмитрий Алексеевич Соловьёв (?—1728)         | Умер бездетным холостяком в 1728 году. |
| 1 января 1727        | Соловьёв (II)                          | Афанасий Алексеевич Соловьёв (?—1755)        | Брат предыдущего (одновременно с ним). Умер, не оставив потомства. |
| 1 января 1727        | Соловьёв (III)                         | Осип Алексеевич Соловьёв (1671 (1676?)—1747) | Брат предыдущего (одновременно с ним). Журналом временного присутствия Герольдии 24 ноября 1841 года одному из его правнуков — Николаю Дмитриевичу — в виду того, что грамоты на пожалование баронского титула не сохранились, было отказано в признании баронского достоинства, а сам он был утверждён в дворянстве по личным заслугам, со внесением во 2 часть родословной книги Тульской губернии. Двоюродный брат Н.Д. Соловьёва, барон Вениамин Николаевич, декабрист, был лишён титула 12 июля 1827, который был возвращён ему 26 августа 1856. Баронское достоинство сохранялось в роду Всеволода Николаевича, брата декабриста (см.). Последний известный носитель титула умер 08(09) сентября 1960 года. |

### В царствованиеПетра II
| Дата          | Фамилия             | Кто жалован                              | Примечания |
| ------------- | ------------------- | ---------------------------------------- | --- |
| 1 января 1728 | Констонс (Constons) | N Констонс (Констанс)                    | Угас в XVIII веке. |
| 22 июля 1728  | Поспелов            | Василий Петрович Поспелов (1699—1747(?)) | Угас с его беспотомственной смертью (окончательно со смертью 11 декабря 1747 года его жены Анастасии Ивановны, урожд. Дмитриевой-Мамоновой (по другим данным, умерла в 1760 году)). |

### В царствованиеАнны ИоанновныиИоанна III
Возведение в баронское достоинство не осуществлялось.

### В царствованиеЕлизаветы Петровны
| Дата           | Фамилия  | Кто жалован                         | Примечания        |
| -------------- | -------- | ----------------------------------- | ----------------- |
| 25 апреля 1742 | Черкасов | Иван Антонович Черкасов (1692—1758) | Род существующий. |

### В ЦарствованиеПетра III
Возведение в баронское достоинство не осуществлялось.

### В царствованиеЕкатерины II
| Дата                      | Фамилия                                              | Кто жалован | Примечания |
| ------------------------- | ---------------------------------------------------- | --- | --- |
| 13 февраля (5 июля?) 1769 | Димсдаль (Dimsdale) (I)                              | Фома (Томас) Димсдаль (Димздейл, Димсдель, Димсталь) (1712—1800) | Титул пожалован иностранному (британскому) подданному. С наследованием титула по порядку мужского первородства. Род существующий. |
| 13 февраля (5 июля?) 1769 | Димсдаль (Dimsdale) (II)                             | Нафанаил (Натаниэль) Димсдаль (1748—1811) | Титул пожалован иностранному (британскому) подданному. Второй сын предыдущего в один день с ним. С наследованием титула по порядку мужского первородства. Умер бездетным холостяком 3 июля 1811 года.                                                  |
| 26 января 1772            | Вейсман фон Вейсенштейн (Weissmann von Weissenstein) | Братья дворяне Римской Империи Франц Иванович (Франц-Готгард) (?—01.02.1807), Оттон Иванович (Отто-Адольф) (1726—1773) и Густав-Эммануил (Эмиль) (1729—?) фон Вейсман | Возведены в баронское достоинство с наименованием Вейсман фон Вейсенштейн. Угас в XIX веке (не позднее 1892 г.). |
| 15 марта 1772             | де Смет (I) (de Smeth)                               | Теодор де Смет (1710–1772) | Титул пожалован иностранному (голландскому) подданному. Потомство родоначальника было причислено к нидерландскому дворянству указом короля Вильгельма I от 06.01.1816 г. с титулом баронов де Смет ван Альфен (de Smeth van Alphen). Род существующий. |
| 15 марта 1772             | де Смет (II) (de Smeth)                              | Раймонд де Смет (ок. 1705–1800) | Титул пожалован иностранному (голландскому) подданному. Брат предыдущего (одновременно с ним). Умер бездетным холостяком 01.04.1800 года . |
| 5 августа 1773            | Фредерикс (Freedericksz)                             | Иван Юрьевич (Иоганн) Фредерикс (Фридрикс) (1723—1779) | Род существующий. |
| 6 февраля 1777            | Рутерфурд (Rutherfurd)                               | Роберт Рутерфурд (Резерфорд) (1719—1794) | Титул пожалован иностранному (британскому) подданному. Умер бездетным холостяком 13 февраля 1794 года. |
| 7 июня (6 июля?) 1777     | Местмахер (Mestmacher)                               | Иван Иванович (Иоганн) Местмахер (1732—1805) | Род угас не ранее 1910 г. Титул передан в род Будде (Местмахер-Будде). |
| 7 июля (7 июня?) 1788     | Сутерланд (Sutherland)                               | Ричард Сутерланд (1739—1791) | Титул пожалован иностранному (британскому) подданному. По некоторым данным, род угас со смертью родоначальника 05.10.1791 г. . |
| 26 ноября 1788            | Спренгпортен (Sprengtporten)                         | Егор Максимович (Георг-Магнус) Спренгпортен (1741—1819) | В 1809 году получил графский титул Великого княжества Финляндского. Род угас в мужском поколении 13 октября (19 сентября?) 1819 года со смертью родоначальника (окончательно в 1850 году со смертью его жены Варвары Николаевны, урожд. Самыцкой).     |
| 30 июня 1789              | Меллер (Möller)                                      | Иван Иванович Меллер (1725(1728)—1790) | С 16 мая 1790 Меллер-Закомельский. |
| 16 мая 1790               | Меллер-Закомельский (Möller-Sakomelsky)              | Барон Иван Иванович Меллер (1725(1728)—1790) | Барон И.И. Меллер пожалован «во всемилостивейшем уважении на ревностную службу и труды» двумя частями (Бармутинской и Череухинской) Закомельской волости Усвятского староства Полоцкой губернии. Род существовал на 1977 год.                          |

### В царствованиеПавла I
| Дата            | Фамилия         | Кто жалован                                                             | Примечания |
| --------------- | --------------- | ----------------------------------------------------------------------- | --- |
| 5 апреля 1797   | Аракчеев        | Алексей Андреевич Аракчеев (1769—1834)                                  | 5 мая 1799 получил графский титул. Умер бездетным холостяком 21 апреля 1834 года.                                                                                 |
| 5 апреля 1797   | Васильев        | Алексей Иванович Васильев (1742—1807)                                   | 15 сентября 1801 получил графский титул. Род угас с его смертью 15 августа 1807 (в женском поколении в 1860 г.).                                                  |
| 22 февраля 1799 | Кутайсов        | Иван Павлович Кутайсов (1759—1834)                                      | 5 мая 1799 получил графский титул. |
| 14 июля 1800    | Вельо (Velho)   | Иосиф Петрович (Жозе-Педро-Целестино) Вельо (Велио, Вельго) (1755—1802) | Род существовал на 4 января 1961. |
| 14 июля 1800    | Раль (von Rahl) | Александр Александрович (Александр-Франц) Раль (1756 — 1833)            | Род угас в мужском поколении 4 июля 1848 года со смертью младшего сына родоначальника (в женском поколении в 1885 году со смертью младшей дочери родоначальника). |
| 14 июля 1800    | Роговиков       | Николай Семёнович Роговиков (ум. 1809)                                  | Угас с его смертью 27 января 1809. |

### В царствованиеАлександра I
| Дата             | Фамилия     | Кто жалован                              | Примечания |
| ---------------- | ----------- | ---------------------------------------- | --- |
| 15 сентября 1801 | Колокольцов | Фёдор Михайлович Колокольцов (1732—1818) | Род угас в мужском поколении 24 апреля 1818 г. со смертью родоначальника (в женском поколении 21 апреля 1848 г. со смертью Екатерины, старшей его дочери). |

### В царствованиеНиколая I
| Дата                            | Фамилия                 | Кто жалован                                                                          | Примечания |
| ------------------------------- | ----------------------- | ------------------------------------------------------------------------------------ | --- |
| 22 августа 1826                 | Штиглиц (von Stieglitz) | Людвиг Иванович Штиглиц (1779—1843 или 1777-1842)                                    | Угас 24 октября / 05 ноября 1884. |
| 25 июня 1839 (6 сентября 1840?) | Боде (de Bode) (I)      | Барон Римской империи Лев Карлович (Людвиг-Карл) Боде (1787-1859)                    | Высочайшим повелением Л.К. Боде утверждён с нисходящим потомством в баронском достоинстве, унаследованном им от предков. Одному из его сыновей 13 мая 1875 года дозволено было принять фамилию и герб Колычёвых и именоваться бароном Боде-Колычёвым. |
| 21 декабря 1842                 | Боде (de Bode) (II)     | Барон Римской империи Клементий (Клеменс-Карл-Людвиг) Карлович Боде (1777-1846)      | Брат предыдущего. Высочайшим повелением К.К. Боде утверждён с нисходящим потомством в баронском достоинстве, унаследованном им от предков. Род существовал на 1915 год (см.)                                                                          |
| 21 декабря 1842                 | Боде (de Bode) (III)    | Барон Римской империи Андрей (Вильгельм-Генрих-Карл-Оттон) Карлович Боде (1778-1855) | Брат предыдущего (одновременно с ним). Высочайшим повелением А.К. Боде утверждён с нисходящим потомством в баронском достоинстве, унаследованном им от предков. Род существовал на 1924 год (в этот год умер отец С.Н. Боде).                         |
| 21 декабря 1842                 | Боде (de Bode) (IV)     | Барон Римской империи Александр (Александр-Карл) Карловичи Боде (1790-1861)          | Брат предыдущего (одновременно с ним). Высочайшим повелением А.К. Боде утверждён с нисходящим потомством в баронском достоинстве, унаследованном им от предков.                                                                                       |

### В царствованиеАлександра II
| Дата            | Фамилия                                  | Кто жалован                                                    | Примечания |
| --------------- | ---------------------------------------- | -------------------------------------------------------------- | --- |
| 9 марта 1857    | Френкель (Fr(a)enkel)                    | Антон Антонович (Антон-Эдуард) Френкель (1809-1883)            | |
| 22 декабря 1862 | Жирард-де-Сукантон (Girard de Soucanton) | Иоганн-Карл Иоганнович-Карлович Жирард-де-Сукантон (1785-1868) | |
| 23 июля 1864    | Фелейзен (Fehleisen)                     | Константин Карлович Фелейзен (1763-?)                          | Род существовал в 1910 г. |
| 20 мая 1866     | Кусов                                    | Алексей Алексеевич Кусов (1814-1867)                           | Род существовал в 1935 г. |
| 4 июля 1870     | Захерт (Zachert)                         | Вильгельм-Фридрих-Фюрхтегот Христианович-Генрихович Захерт     | Угас в XX веке (не позднее 1914 г.). |
| 13 мая 1875     | Боде-Колычёв                             | Барон Михаил Львович Боде (1824-1888)                          | Высочайше утвержденным мнением Государственного Совета гофмейстеру, действительному статскому советнику барону М.Л. Боде дозволено принять фамилию и герб Колычёвых (из рода которых происходила его мать, баронесса Наталья Фёдоровна Боде, рожд. Колычёва) и именоваться впредь бароном Боде-Колычёвым. Угас с его смертью 22 марта 1888 года (в женском колене в 1915 (или 1916) году). |
| 6 мая 1877      | Кноп (Knoop)                             | Лев Герасимович (Иоганн-Людвиг) Кноп (1821—1894)               | Предположительно, род угас в мужском колене 21 марта 1931 года со смертью второго сына родоначальника (в женском 16 июня 1932 года со смертью Марии Фёдоровны Кноп). |

### В царствованиеАлександра III
Возведение в баронское достоинство не осуществлялось.

### В царствованиеНиколая II
| Дата            | Фамилия                                                          | Кто жалован                                                   | Примечания |
| --------------- | ---------------------------------------------------------------- | ------------------------------------------------------------- | --- |
| 30 января 1898  | Кроненберг (Kronenberg)                                          | Леопольд Леопольдович (Леопольд-Юлиан) Кроненберг (1849-1937) | Угас после смерти Леопольда Яна Кроненберга 13 декабря 1971. |
| 1 декабря 1902  | Местмахер-Будде                                                  | Виктор Викторович Будде (1881-1914)                           | Высочайше утверждённым мнением Государственного Совета усыновлённому бароном Павлом Павловичем Местмахером родному его племяннику В.В. Будде предоставлено присоединить к своей фамилии фамилию и титул усыновителя его, барона Местмахера и именоваться бароном Местмахером-Будде, с правом пользоваться принадлежащим этому баронскому роду гербом и с тем, чтобы титул передавался только старшему в роде. Род, предположительно, угас в мужском поколении 20 марта 1987 года со смертью сына родоначальника. |
| 10 декабря 1908 | Фредерикс-Маразли                                                | Барон Георгий (Юрий) Владимирович Фредерикс (1890-1927)       | Получено разрешение присоединить фамилию и герб его двоюродного деда т.с. Григория Григорьевича Маразли. Род существующий. |
| 15 февраля 1913 | фон дер Остен-Сакен-Теттенборн (von der Osten-Sacken-Tettenborn) | Барон Василий Людвигович фон дер Остен-Сакен (1881-?)         | Председателю Петергофской земской управы губернскому секретарю бар. В.Л. фон дер Остен-Сакену Высочайшим указом дозволено присоединить фамилию Теттенборн и именоваться с потомством бароном фон дер Остен-Сакен-Тетенборн. |

## Роды, возведённые в баронское Великого Княжества Финляндского достоинство (в порядке пожалования) (с 1809 года)

### В правлениеАлександра I
| Дата                          | Фамилия                            | Кто жалован                                                                                          | Примечания |
| ----------------------------- | ---------------------------------- | --- | --- |
| 06/18 июля 1809               | фон Тройль (von Troil)             | Канут Самойлович фон-Тройль (1760-1825)                                                              | 11/23.01.1818 (24). Род существующий. |
| 06/18 июля 1809               | Тандефельт (Tandefelt) (I)         | Адольф Оттонович Тандефельт (1747-1822)                                                              | 05/17.09.1818 (26). 06/18.06.1811 баронское достоинство распространено на его племянника А.-Ф.О. Тандефельт (см. ниже). |
| 06/18 июня 1811               | Тандефельт (Tandefelt) (II)        | Адольф-Фридрих Оттонович Тандефельт                                                                  | 17/29.11.1820 (26). Баронское достоинство распространено на племянника А.-О. Тандефельт. Угас 28.12.1904 года. |
| 24 апреля/06 мая 1812         | Аминов (Aminoff)                   | Барон Иоанн-Фридрих Аминов (1856-1842)                                                               | 05/17.09.1818 (25). Подтверждение в баронском достоинстве, пожалованном 16/28.05.1808 г. королём Шведским. Род существующий. |
| 06/18 сентября 1812           | фан Сухтелен (von (van) Suchtelen) | Иван (Иоанн-Пётр) Корнильевич фан-Сухтелен (1751-1836)                                               | 13/25.02.1820 (28). Угас 26.12.1863/24.04.1891 года. |
| 13/25 июля 1817               | Розенкампф (Rosenkampff)           | Густав-Адольф Андреевич Розенкампф (1762-1832) и племянник его Карл Андреевич Розенкампф (1793-1846) | 05/17.09.1818 (27). Угас 30.04.1927/30.01.1984 года. |
| 31 августа / 12 сентября 1819 | Гизингер                           | Михаил Иванович Гизингер (1758—1829) и его сын Иоанн-Фридольф-Михаил Гизингер (1803—1883)            | 18/30.08.1820 (29). Только старшему в роде их потомков. 02/14.06.1883 баронское достоинство распространено на всё потомство И.-Ф.-М. Гизингер. Последний представитель рода Фридольф-Леопольд Гизингер усыновил в 1906 г. зятя своего племянника Кристера-Людвига-Эдварда Ягершельд (см. ниже). Род угасший. |
| 15/27 июля 1822               | Николаи (Nicolaij)                 | Барон Павел Андреевич (фон) Николаи (1777-1866)                                                      | 16/28.07.1828 (30). Сопричислен к баронам ВКФ. Угас 06.10.1919/21.08.1943 года. |

### В правлениеНиколая I
| Дата                             | Фамилия                               | Кто жалован                                               | Примечания |
| -------------------------------- | ------------------------------------- | --------------------------------------------------------- | --- |
| 03/15 апреля 1827                | Гильденстольпе (Gyldenstolpe)         | Карл-Эдуард Гильденстольпе (1770—1831)                    | 04/16.07.1829 (31). Умер бездетным холостяком 11.04.1831 года.                                                                                                |
| 02/14 августа 1830               | Роткирх (Rotkirch)                    | Карл-Фридрих Роткирх (1775—1832)                          | 08/20.07.1832 (32). Угас 30.05.1866/04.06.1927 года. |
| 02/14 августа 1830               | фон Виллебранд (von Willebrand) (II)  | Адольф-Фридрих фон-Виллебранд (1766—1845)                 | 13/25.10.1832 (33). Угас в 30.10.1902/15.07.1964 года. |
| 23 апреля / 05 мая 1841          | Гиэрне (Hjärne)                       | Густав Карлович Гиэрне (1768—1845)                        | 19/31.05.1843 (34). Угас 27.10.1880/02.10.1905 года. |
| 23 марта / 04 апреля 1849        | фон Гартман (von Haartman)            | Ларс-Гавриил Гавриилович фон-Гартман (1789—1859)          | 14/26.04.1851 (35). Род существующий. |
| 21 января / 02 февраля 1853      | Фредерикс (Freedricksz)               | Борис (Бернхард) Андреевич Фредерикс (1797-1874)          | 17/29.10.1853 (36). Натурализован в ВКФ. В 1913 году последний представитель рода получил графский Российской Империи титул. Угас 01.07.1927/29.12.1950 года. |
| 27 марта / 08 апреля 1854        | Валлен (Walleen)                      | Карл-Иоанн Эрихович Валлен (1781-1867)                    | 27.03/08.04.1856 (38). Тогда же его пасынку Э.К. Шернвалль дозволено принять его титул и фамилию (см. ниже). Угас 14.10.1890 года.                            |
| 27 марта / 08 апреля 1854        | Шернвалль-Валлен (Stjernvall-Walleen) | Эмилий Карлович (Карл-Канут-Эмилий) Шернвалль (1860-1890) | 27.03/08.04.1856 (38). Дозволено принять титул и фамилию его отчима барона Карла-Иоанна Эриховича Валлен. Угас 31.05.1988 года.                               |
| 30 декабря 1854 / 11 января 1855 | Рокасовские (Rokassowskij)            | Платон Иванович Рокасовский (1797/1800-1869)              | 14/26.08.1855 (37). Угас в 1918 году. |

### В правлениеАлександра II
| Дата                        | Фамилия                                             | Кто жалован                                                             | Примечания |
| --------------------------- | --------------------------------------------------- | ----------------------------------------------------------------------- | --- |
| 13/25 марта 1856            | де-ла-Шапель (de la Chapelle)                       | Альбрехт-Фридрих-Ричард де-ла-Шапель (1785—1859)                        | 27.04/09.05.1857 (39). Род существующий. |
| 12/24 апреля 1859           | Саклеен (Sackleen)                                  | Ларс Ларсович Саклен (1788—1870)                                        | 10/22.09.1859 (41). Род существующий. |
| 26 августа / 08 ноября 1856 | Рамзай (Ramsay)                                     | Эдуард (Андерс-Эдуард) Андреевич Рамзай (1799—1877)                     | 27.10/08.11.1857 (40). Род существующий. |
| 28 января / 09 февраля 1859 | фон Гауф (von Hauff)                                | Барон Готлиб-Людвиг-Ионафан фон-Гауф                                    | 10/22.09.1859 (42). Сопричислен к баронам ВКФ (баронство пожаловано 27.10/08.11.1853 Великим Герцогом Гессенским). Род существующий.                                         |
| 12/24 апреля 1859           | аф Шультен (af Schultén)                            | Отто-Рейнгольд аф-Шультен (1798—1884)                                   | 02/14.12.1859 (43). Род существующий. |
| 12/24 апреля 1859           | Линдер-аф-Сварто (Linder af Svartå)                 | Магнус Магнусович Линдер                                                | 07/19.06.1860 (44). Возведён в баронское достоинство с наименованием Линдер-аф-Сварто. Угас 23.05.1896 года.                                                                 |
| 02/15 апреля 1860           | Лангеншельд (Langenskiöld)                          | Карл-Фабиан-Феодор Лангеншельд (1810—1863)                              | 08/20.09.1860 (45). Род существующий. |
| 03/15 апреля 1860           | Норденстам (Nordenstam)                             | Иван Иванович (Иоанн-Мориц) Норденстам (1802—1882)                      | 02/14.11.1860 (46). 15/27.05.1869 его двоюродному племяннику Г.-С. Стандершельду дозволено принять его фамилию и титул (см. ниже). Угас с его смертью 27.05/08.06.1882 года. |
| 19 апреля / 01 мая 1864     | фон Борн (von Born)                                 | Иоанн-Август фон-Борн (1815—1878)                                       | 30.03/11.04.1865 (47). Угас 04.10.1975 года. |
| 01/13 января 1865           | Грипенберг (Gripenberg)                             | Иоанн-Ульрих-Севастиан Грипенберг (1795—1869)                           | 13/25.04.1866 (48). Род существующий. |
| 30 марта / 12 апреля 1868   | фон Бонсдорф (von Bonsdorff)                        | Иоанн-Гавриил Гавриилович фон-Бонсдорф (1795—1873)                      | 10/17.04.1869 (49). Род существующий. |
| 15/27 мая 1869              | Стандершельд-Норденстам (Standertskjöld-Nordenstam) | Герман-Сигфрид Стандершельд (1854—1934)                                 | 26.05/07.06.1869 (46). Дозволено присоединить фамилию и титул его двоюродного дяди барона Иоанна-Морица Норденстам. Род существующий.                                        |
| 27 января / 08 февраля 1870 | Кронстедт (Cronstedt) (I)                           | Карл-Олоф Кронстедт (1800—1883)                                         | 09/21.09.1870 (50). 18/30.03.1870 его зятю И.-Ф.-А. Галиндо дозволено принять его фамилию и титул (см. ниже).                                                                |
| 18/30 марта 1870            | Кронстедт (Cronstedt) (II)                          | Иоанн-Франц-Андрей Галиндо (Galindo) (1832—1907)                        | 09/21.09.1870 (50). Дозволено принять фамилию и титул тестя его барона Карла-Олофа Кронстедта. Род существующий.                                                             |
| 28 марта / 09 апреля 1871   | Индрениус (Indrenius)                               | Бернгард Эммануилович Индрениус (1812—1884)                             | 04/16.04.1871 (51). Последний представитель рода усыновил 24.09.1914 г. зятя Бернгарда Индрениуса польского контр-адмирала И.-М. Залевского (см. ниже). Род угас в XX в.     |
| 30 марта / 12 апреля 1874   | аф Форселес (af Forselles)                          | Эдуард Фёдорович (Эдуард-Густав) аф-Форселлес (1817—1891)               | 25.09/07.10.1876 (53). Угас 30.03.1933/05.01.1953 года. |
| 08/20 ноября 1874           | Стандершельд (Standertskjöld)                       | Карл Карлович (Карл-Август) Стандершельд (1814—1885)                    | 30.01/11.02.1876 (52). Род существующий. |
| 01/13 января 1875           | Шернвалль (Stjernvall)                              | Канут (Канут-Адольф-Людвиг) Иванович (Генрихович) Шернвалль (1819—1899) | 06/18.09.1889 (59). Род существующий. |
| 01/13 апреля 1879           | Бергенгейм (Bergenheim)                             | Эдуард-Фердинанд Эдуардович Бергенгейм                                  | 26.04/08.05.1883 (54). Угас 04.03.1920/28.10.1975 года. |

### В правлениеАлександра III
| Дата                      | Фамилия                               | Кто жалован                                       | Примечания                                           |
| ------------------------- | ------------------------------------- | ------------------------------------------------- | ---------------------------------------------------- |
| 02/14 апреля 1883         | Пальмен (Palmén)                      | Иоанн-Филипп Пальмен (1811-1896)                  | 01/13.03.1884 (55). Род существующий.                |
| 15/27 мая 1883            | Брун (Bruun)                          | Феодор Антонович (Теодор) Брун (1821-1888)        | 25.05/06.06.1884 (56). Угас 14.01.1975 года.         |
| 10/22 ноября 1886         | фон Альфтан (von Alfthan)             | Георгий Антонович (Георг) фон Альфтан (1828-1896) | 1888 (57). Род существующий.                         |
| 05/17 апреля 1887         | Моландер (Molander)                   | Клаэс-Герман Адольфович Моландер (1817-1897)      | 08/20.01.1888 (58). Угас 24.01.1899/28.12.1924 года. |
| 23 марта / 04 апреля 1889 | фон Виллебранд (von Willebrand) (III) | Канут-Феликс фон-Виллебранд (1814-1893)           | 19.02/03.03.1890 (60). Угас 01.07.1938 году.         |
| 01/14 апреля 1895         | фон Гелленс (von Hellens)             | Ларс-Теодор фон Гелленс (1826-1896)               | 18/30.04.1895 (61). Род существующий.                |

### В правлениеНиколая II
| Дата                   | Фамилия                                    | Кто жалован                                                  | Примечания                                                                                                   |
| ---------------------- | ------------------------------------------ | ------------------------------------------------------------ | --- |
| 04/16 июня 1897        | Ирьйо-Коскинен (Yrjö-Koskinen)             | Георг-Закариас Форсман (1830-1903)                           | 12/24.01.1898 (62). Род существующий.                                                                        |
| предположительно, 1906 | Гизингер-Ягершельд (Hisinger-Jägerskiöld)) | Кристер-Людвиг-Эдвард Ягершельд                              | (29). Дозволено принять фамилию и титул усыновившего его в 1906 г. барона Ф.-Л. Гизингера. Угас в 1975 году. |
| 01/14.01.1912          | Лангхоф (Langhoff)                         | Карл-Фредрик-Август Лангхоф (1856-1929)                      | 22.09/04.10.1912 (63). Угас 18.11.1929/02.01.1975 года.                                                      |
| предположительно, 1914 | Индрениус-Залевские (Indrenius-Zalewski)   | Иероним-Максимилиан Залевский (Hieronim Maximilian Zalewski) | (51). Дозволено принять фамилию и титул усыновителя. Род существующий.                                       |